# Stadion Garm
Stadion Garm (tadż. Варзишгоҳи Гарм) – wielofunkcyjny stadion w Garm w Tadżykistanie, położony w południowej części miasta. Stadion ma pojemność 3000 osób. Podczas wojny domowej w Tadżykistanie, stadion uległ poważnych uszkodzeniom, a w roku 2000 został częściowo zrekonstruowany. Na stadionie oprócz meczów piłkarskich, odbywane są również regionalne święta i ceremonie.